# Victorien Adebayor
Victorien Adebayor, właśc. Adebayor Zakari Victorien Adje (ur. 12 listopada 1996 w Niamey) – nigerski piłkarz grający na pozycji ofensywnego pomocnika w klubie AmaZulu oraz reprezentacji Nigru.

## Kariera
Adebayor jest wychowankiem klubu AS Douanes Niamey. W 2018 wyjechał do Ghany, gdzie reprezentował barwy Inter Allies. Z klubu był wypożyczony do duńskiego Vejle BK. W 2020 został piłkarzem HB Køge. Z klubu był wypożyczany do All Stars. W sezonie 2021/2022 grał w nigerskim US GN, a w sezonie 2022/2023 w marokańskim Renaissance Berkane. W 2023 przeszedł do AmaZulu.
W reprezentacji Nigru zadebiutował 31 marca 2015 w meczu z Mauretanią. Pierwszą bramkę w kadrze zdobył 18 stycznia 2016 w starciu z Nigerią.